# Rômulo Marques Macedo
Rômulo Marques Macedo, mais conhecido como Rômulo (São José do Calçado, 3 de abril de 1980), é um ex-futebolista brasileiro que atuava como meia e atacante.

## Carreira
No Brasil, defendeu clubes como Criciúma e Remo. Atuou em diversos países como Angola, Coreia do Sul e China.

## Títulos
Remo
- Campeonato Paraense: 2004

Primeiro de Agosto
- Campeonato Angolano: 2006
- Taça Angolana: 2006